# King Cruiser
MS King Cruiser fue un transbordador de coches que se hundió frente a la costa oeste del sur de Tailandia el 4 de mayo de 1997.
El ferry operaba entre Phuket y las islas Phi Phi en el sur de Tailandia cuando chocó contra una colección sumergida de pináculos rocosos en el sitio de buceo Anemone Reef, a 10 millas de la isla Phi Phi. El impacto abrió un gran agujero en el casco y el barco se hundió en dos horas y media.
Los 561 pasajeros, incluidos tailandeses y turistas extranjeros, fueron rescatados. Fueron recogidos por dos patrulleras de la policía y cuatro o cinco barcos pesqueros que acudieron al rescate en respuesta a una llamada de emergencia. Una anciana sufrió una fractura en la espalda y varias otras sufrieron un shock.
Actualmente el pecio del barco es un popular sitio de buceo recreativo y actúa como un arrecife artificial.

## Hundimiento
El ferry realizaba una travesía regular en condiciones normales y el arrecife Anemone estaba trazado y era bien conocido por los capitanes de la zona. Esto ha dado lugar a varias teorías no comprobadas sobre por qué ocurrió el accidente. Las teorías incluyen un fraude de seguros debido a que los propietarios experimentaron dificultades financieras en la ruta no rentable, y también que las compañías de buceo locales pagaron al capitán para hundir el barco, ya que, hasta ese momento, no había inmersiones en pecios alrededor de Phuket. Se encontró que el capitán fue negligente.